# Edelwild
Edelwild ist ein deutsches Stummfilmdrama mit Maria Fein und Erich Kaiser-Titz in den Hauptrollen.

## Handlung
Graf Erwin liebt Leonore, die Ehefrau seines Onkels, Graf Riedingen. Um den Alten loszuwerden, besticht Erwin den von Riedingen kurz zuvor entlassenen Förster, den ungeliebten Konkurrenten aus dem Weg zu schaffen. Tatsächlich kommt der Alte bei einem Jagdunfall ums Leben. Alle Welt nimmt an, dass es sich dabei um einen Unfall gehandelt haben muss, an dem ein neues Gewehrmodell Schuld haben soll. Die früh zur Witwe gewordene junge Gräfin aber ist sich sicher, dass ein Verbrechen vorliegt. Denn ihr verstorbener Mann besaß zwei Gewehre gleichen Bautyps, und das andere Gewehr ist verschwunden. Mit Hilfe eines erfahrenen Justizrats geht sie der Spur nach und muss schließlich feststellen, dass der geschasste Förster vom Erben und neuen Majoratsherrn, Graf Erwin, in seine alte Stellung zurückgeholt wurde.
Um einen Kontext zwischen den beiden Ereignissen herzustellen, lässt sie die Wohnung des Försters untersuchen. Tatsächlich werden dort Patronen gefunden, die zum zweiten, verschwundenen Gewehr passen. Nun steht fest, dass der Förster mit ebendiesem zweiten Gewehr den Anschlag auf Graf Riedingen vorgenommen haben müsse. Den Missetäter trifft die gerechte Strafe, als er beim Gang durch den Wald von einem umfallenden Baum erschlagen wird. Im Sterben liegend, gesteht er, dass er von Graf Erwin zu diesem Mordanschlag angestiftet worden ist. Gräfin Leonore lädt daraufhin zur Jagd auf Edelwild ein und konfrontiert Erwin mit ihren Recherchen. Sie stellt ihn vor die Wahl: entweder er wähle den Tod eines Ehrenmannes, indem er sich selbst richtet, oder sie würde dafür sorgen, dass er auf höchst unehrenhafte Weise verhaftet werde. Wie in derlei Kreisen üblich wählt Graf Erwin den Freitod.

## Produktionsnotizen
Edelwild entstand Anfang 1918 in München und passierte im April desselben Jahres die Filmzensur. Der Film besaß eine Länge von 1287 Meter auf vier Akte. Die Uraufführung fand in den Berliner Kammerlichtspielen am Potsdamer Platz statt.

## Kritik
Paimann’s Filmlisten resümierte: „Stoff und Szenerie sehr gut, Spiel und Photos ausgezeichnet.“